# Benedetto, figlio di Korlát
Benedetto, figlio di Korlát (in ungherese Korlát fia Benedek; ... – dopo il 1221) fu un nobile ungherese vissuto a cavallo tra il XII e il XIII secolo il quale ricoprì la carica di voivoda di Transilvania due volte, dal 1202 al 1206 e dal 1208 al 1209.
Indicato con il titolo di dux nei documenti della corona, fu il primo a cui venne riservata questa formula onorifica senza un legame di parentela con la dinastia reale degli Arpadi. A causa della penuria di fonti e della presenza contemporanea all'epoca di diversi aristocratici di nome Benedetto, vi sono diverse difficoltà nel tracciare e definire le vicende che lo riguardarono. Si ipotizza corrispondesse a Benedetto detto l'Anticristo e/o a Benedetto il Calvo, i quali governarono il principato di Galizia per conto del monarca ungherese Andrea II rispettivamente nel 1209-1210 e nel 1214-1221. Questo governatore, considerando i due come un'unica persona, è anche indicato come Benedikt Bor nella storiografia russa e ucraina. In questa voce, indipendentemente dalla possibilità che entrambi, soltanto uno o addirittura nessuno dei due possano essere identificati con Benedetto, figlio di Korlát, menziona anche le biografie dei due governatori di Galizia sulla base dei dati disponibili.

## Biografia

### Origini e primi anni
Le origini di Benedetto restano avvolte nel mistero. Figlio di un certo Korlát, tale nome corrispondeva a una variante ungherese di Corrado. Pertanto, lo storico Menyhért Érdújhelyi ha ritenuto che Benedetto fosse di origine tedesca e che fosse emigrato nel regno d'Ungheria dal Sacro Romano Impero. Stando a questa teoria, Benedetto ereditò il titolo imperiale di dux da suo padre. Fino all'inizio del XIX secolo, gli storici hanno erroneamente presunto che Benedetto e Bánk (Banco) non fossero nient'altro che una variante dello stesso nome. Pertanto, la persona di Benedetto, figlio di Korlát, è stato talvolta identificato con Bánk Bár-Kalán, un potente nobile e presunto mandante dell'assassinio di Gertrude di Merania, la regina consorte d'Ungheria, nel 1213. Facendo sua questa versione, il drammaturgo e poeta József Katona, autore della tragedia storica ungherese Bánk bán nel 1819, definisce Bánk «il figlio di Corrado» e immagina che la sua ipotetica moglie fosse Melinda, una «bella» dama di corte di nome Tota. Secondo la storica Márta Font, Benedetto discendeva alla famiglia dei Bár-Kalán. Alla fine del XIX secolo, anche lo storico ungherese Antal Pór ha identificato Benedetto, figlio di Korlát con Bánk Bár-Kalán, ma la sua affermazione è stata contestata da diversi studiosi coevi, tra cui Mór Wertner, Gyula Pauler e János Karácsonyi. Più sicuro è che Benedetto possedesse dei feudi nei comitati settentrionali del Transdanubio.
(Simone di Kéza, Gesta Hunnorum et Hungarorum)
È plausibile che Benedetto ricoprì i primi incarichi politici sotto Béla III d'Ungheria, divenendo in seguito un confidente del re Emerico. Con altrettanta verosimiglianza, si può affermare che corrispondesse a quel Benedetto che agì in veste di ispán del comitato di Nitra (1198), bano di Slavonia e ispán del comitato di Zala (1199-1200), a giudizio dello storico Tamás Kádár. Al contrario, Attila Zsoldos riteneva che Benedetto fosse stato nominato bano di Slavonia in una situazione politica feroce durante la cosiddetta guerra dei fratelli tra Emerico e il suo consanguineo minore, Andrea. In questo contesto, la carriera di questo Benedetto non continuò dopo l'ascesa di Andrea al trono ungherese nel 1205. Zsoldos ha attribuito questo percorso ad un altro Benedetto, che servì come palatino d'Ungheria dal 1202 al 1204. Benedetto, figlio di Korlát, fu insediato come voivoda di Transilvania nel 1202. Gyula Pauler ha collegato il titolo di dux di Benedetto a questa dignità, così come Tamás Kádár. Mór Wertner ha giudicato la sua formula antesignana di quella adottata dai bani della Slavonia, che erano chiamati anche «duchi» sotto Béla IV d'Ungheria.
Intorno al 1201 o al 1202, Benedetto sposò Tota, una dama di compagnia giunta in Ungheria al seguito di Costanza d'Aragona, divenuta regina e moglie di Emerico nel 1198. Su richiesta di Benedetto, il sovrano diede il permesso al voivoda di donare i suoi due insediamenti, Bajót nel comitato di Strigonio e Nagymarton/Martinsdorf nel comitato di Sopron (oggi Mattersburg, in Austria) a Tota, come controdote. Oltre alla concessione di Emerico, la regina Costanza riuscì a ottenere dal consorte l'esenzione dalle tasse reali per Nagymarton. Si tratta del più antico accordo prematrimoniale di cui si ha testimonianza relativo a un nobile d'Ungheria. I fratelli maggiori di Tota, Simone e Bertrando (o Bertram) seguirono la sorella in Ungheria nell'epoca in cui regnava Andrea II. La prestigiosa famiglia dei Nagymartoni (conosciuta anche come Bajóti e in seguito Fraknói), la quale forgiò le proprie ricchezze basandosi sui due domini di Benedetto nel Transdanubio, discese da Simone e prosperò fino alla prima metà del XV secolo. Benedetto e Tota, invece, non ebbero figli di cui si ha conoscenza. Toru Senga ha ipotizzato che Benedetto adottò il titolo onorifico di dux dopo questo matrimonio. Anche Péter Molnár hq affermato che il titolo dux è menzionato in questa forma a causa della natura retorica del diploma del 1221, riflettendo l'influenza informale e la stima sociale di sua moglie Tota.

### Confidente di Andrea II
Benedetto preservò una propria sfera di influenza e la dignità di voivoda fino al 1206, quindi anche dopo l'ascesa di Andrea II al trono ungherese nel 1205. Tamás Kádár ha ritenuto che Benedetto avesse giurato fedeltà ad Andrea già nel 1204, mesi prima della morte di Emerico, e avesse sostenuto le aspirazioni del duca contro i nobili fedeli a Emerico durante il regno nominale del giovane Ladislao III. Al termine del suo incarico n Transilvania, fu sostituito da un certo Smaragd. Stando allo storico slovacco Angelika Herucová, è possibile che Benedetto corrispondesse a quel nobile omonimo che fu ispán dei comitati di Bodrog (1205), Sopron (1206–1208), Újvár (1209) e infine Ung (1214). In un primo momento, Zsoldos, al contrario, ha tenuto distinte le due persone, sottolineando il coinvolgimento di Benedetto, figlio di Korlát, nella cospirazione contro Andrea II nel 1209. In seguito, ha modificato il suo punto di vista, accettando la teoria proposta dall'accademico slovacco summenzionato a proposito di Benedetto dopo il 1209.
Benedetto ricoprì nuovamente la carica di voivoda di Transilvania dal 1208 al 1209. Secondo un successivo documento reale di Andrea II del 1223, un dominio dell'abbazia di Kerc (la moderna Cârța, in Romania) fu precedentemente assegnato ai cistercensi dal magister Gocelinus attraverso il «nostro leale e amato Benedetto, già voivoda». Kádár ha espresso dubbi sul fatto che questo secondo incarico potesse essere collegato anche a Benedetto, figlio di Korlát, a causa del documento appena menzionato del 1223, in cui il re definiva un vecchio voivoda Benedetto suo «fedele» sostenitore, in contrasto con una dichiarazione di due anni prima che menzionava il suo esilio.

#### "L'Anticristo"
(Cronaca di Galizia e Volinia, anno 1210)
Durante il suo regno, Andrea II si interessò profondamente agli affari interni del principato di Galizia che aveva amministrato in precedenza; per tale ragione, scagliò una prima campagna militare per riconquistare la Galizia nel 1205 o 1206. Approfittando di un conflitto tra Romano II Igorevič e i suoi boiardi, Andrea inviò delle truppe in Galizia sotto il comando di un certo Benedetto, che catturò Romano Igorevič, spedendolo come prigioniero in Ungheria, e occupò il principato nel 1208 o 1209. Anziché nominare un nuovo principe, Andrea nominò Benedetto governatore di Galizia, il quale però, secondo la Cronaca di Galizia e Volinia «torturava i boiardi ed era dedito alla lussuria». Benedetto intendeva incorporare la chiesa ortodossa di Galizia nella struttura ecclesiastica ungherese. I boiardi offrirono il trono a Mstislav Mstislavič, principe di Novgorod, se fosse riuscito a rovesciare Benedetto, circostanza la quale spinse a invadere la Galizia senza però riuscire a spodestare il rivale. A quel punto Romano Igorevič si riconciliò con suo fratello, Vladimiro III Igorevič, all'inizio del 1209 o del 1210. Le loro forze congiunte surclassarono l'esercito di Benedetto, scacciando gli ungheresi dalla regione.
Questo Benedetto fu spesso definito "Anticristo" dalla Cronaca di Galizia e Volinia a causa della natura oppressiva del suo governo in Galizia. Il cronista etichettò Benedetto con questa maledizione attraverso le parole di Timofeo, una vittima delle sue torture. Nella tradizione cronachistica russa, "Anticristo" era un'espressione che designava qualcuno che usava il suo potere politico contro «Dio e i fedeli». Lo storico sovietico A. I. Hensorskyj sosteneva che Benedetto, agli occhi del popolo della Rus', fosse effettivamente l'Anticristo, basandosi sul valore numerico del suo nome nella pronuncia greca (Benediktos): il numero 666 era la somma del numero totale di toni del suo nome.
Diversi storici hanno identificato questo governatore con Benedetto, figlio di Korlát, seguendo l'esempio lanciato da Gyula Pauler, il quale ha ritenuto che gli eventi ebbero luogo tra il 1208 e 1209. Bálint Hóman ha aderito a questa ricostruzione e ha affermato che il voivoda Benedetto amministrò il principato di Galizia fregiandosi del titolo di dux. Anche Gyula Kristó ha condiviso un punto di vista simile nelle sue prime opere. In una prima fase, Attila Zsoldos – basandosi sul lavoro di Antal Hodinka, che non ha modificato la cronologia errata fornita dalla Cronaca di Galizia e Volinia nella sua traduzione ungherese – ha affermato che Benedetto, figlio di Korlát, governò il principato tra il 1206 e il 1208 e da questo status derivò il titolo di dux. Sulla base di ulteriori ricerche, in seguito ha rivisto il suo punto di vista, pensando che Benedetto, figlio di Korlát, fosse stato governatore a cavallo tra il 1210 e il 1211 e mettendo in discussione il suo ruolo nella ribellione del 1209. Meno nebuloso sarebbe stato il suo coinvolgimento in un'insurrezione nel 1214 contro Andrea II, quando alcuni aristocratici costrinsero il re a incoronare il suo figlio maggiore, l'ancora bambino Béla. Stando allo storico ucraino Vitaly Nagirny, la campagna magiara contro la Galizia ebbe luogo alla fine del 1209 e Benedetto governò la provincia fino al ritorno di Romano II e Vladimiro III Igorevič nella prima metà del 1210 (in precedenza, Mychajlo Hruševs'kyj ha collocato il biennio di dominio ungherese al 1210-1211). Márta Font ha sostenuto che il dominio ungherese in Galizia a questo riguardo durò dalla seconda metà del 1210 alla prima metà del 1211. Font ha ipotizzato inoltre un collegamento tra il ruolo di Benedetto in Galizia e il suo titolo di dux. Lo storico slovacco Marek Klatý, il quale ha accettato l'affermazione secondo cui Benedetto, figlio di Korlát, fosse stato coinvolto nella ribellione del 1209 contro Andrea II, ha sostenuto che fosse stato presto graziato dal re e che avrebbe potuto guidare il contingente ungherese contro Romano Igorevič nella seconda metà del 1210. Sempre seguendo questa ricostruzione, il suo titolo (dux) sarebbe stato riferito al suo ruolo di comandante militare nella guerra in Galizia.
Altri accademici hanno rifiutato o confutato tale associazione, ad esempio Toru Senga, un altro esperto che ha confermato la partecipazione di Benedetto, figlio di Korlát, nella rivolta condotta contro Andrea II del 1209. Senga ha associato "l'Anticristo" con quel Benedetto che nel 1209 veniva definito ispán del comitato di Újvár; la campagna reale contro la Galiziai si verificò ebbe luogo nell'autunno del 1210 e questo Benedetto funse da governatore fino alla primavera del 1211. Márta Font ha accettato parzialmente una simile ipotesi riguardo alla distinzione tra "l'Anticristo" e Benedetto, figlio di Korlát.

#### "Il Calvo"
(Cronaca di Galizia e Volinia, anno 1210)
Andrea II nominò il suo secondogenito, l'ancora minorenne Colomanno sovrano (principe, poi re) di Halyč (o della Galizia) nel 1214. Secondo la Cronaca di Galizia e Volinia, un certo Benedetto il Calvo (lisy o lysy) fu nominato per amministrare il principato in sua vece. Per lo storico sovietico Ocherki V. T. Pašuto, Benedetto ricoprì la carica di capo della guarnigione ungherese in Galizia. Tra gli altri, anche Demetrio Aba e File Szeretvai appartenevano al contingente ungherese. Dopo che Mstislav Mstislavič invase la Galizia nel 1219 con l'aiuto di Leszek il Bianco, Colomanno e il suo seguito – incluso Benedetto – furono costretti a fuggire in Ungheria. Očerki V. T. Pašuto e Mychajlo Hruševs'kyj hanno identificato questo governatore con Benedetto, figlio di Korlát. Toru Senga ha creduto che Benedetto "il Calvo" potesse coincidere con Benedetto, figlio di Samud, comparso per la prima volta nei documenti magiari dell'epoca a partire dal 1210. Lo storico ha poi fatto riferimento a un documento del vice-palatino Gottardo del 1264, il quale menziona un certo Benedetto "il Calvo" della famiglia degli Apc.

#### Un'identità controversa
La storiografia russa e ucraina – ad esempio Ocherki V. T. Pashuto e Mychajlo Hruševs'kyj – considera i due governatori di nome Benedetto ("l'Anticristo" e "il Calvo") un'unica persona e, di solito, si riferisce a lui come "Benedikt (o Benedykt) Bor", sebbene questo epiteto ("bor" = "vino") non sia presente negli scritti medievali. Lo storico nipponico-ungherese Toru Senga ha scoperto che ciò può essere ricondotto a un errore commesso dallo storico russo del XIX secolo Sergej Solov'ëv, il quale, basandosi su una fatica di Johann Christian von Engel, ha identificato erroneamente Benedetto con il palatino Bánk Bár-Kalán, coinvolto nell'assassinio della regina Gertrude di Merania nel 1213. Anche numerosi storici polacchi hanno creduto che i due Benedetto fossero la stessa persona. Anche gli storici slovacchi Nataša Procházková e Marek Klatý hanno condiviso questa opinione, con quest'ultimo che si è spinto oltre collegando questa persona a Benedetto, figlio di Korlát. Anche Toru Senga è giunto a simili conclusioni, ma ha respinto l'identificazione con Benedetto, figlio di Korlát dicendo che questo ipotetico Benedetto fosse governatore dal 1210 al 1211, poi ispán del comitato di Ung nel 1214, che si trovava lungo la strada per la Galizia, prima di tornare nel principato come membro della scorta del principe Colomanno.
Gyula Pauler ha distinto i due personaggi e si riferì al secondo governatore semplicemente come Benedetto "il Calvo". Lo storico polacco Bronisław Włodarski ha abbracciato la medesima ricostruzione, sostenendo che il voivoda Benedetto, figlio di Korlát (il primo governatore), morì già nel 1209. Tamás Kádár, respingendo l'identificazione tra i due personaggi storici, ha sostenuto che la Cronaca Galizia e Volinia definisca il secondo con il solo epiteto "il Calvo", forse soltanto allo scopo di tenerli distinti. Font ha concordato con le osservazioni di Włodarski, così come Attila Zsoldos non ha ritenuto verosimile che i due soggetti fossero in realtà soltanto uno.

### Esilio
Benedetto scompare improvvisamente dalle fonti ungheresi contemporanee nella prima metà del 1209, venendo sostituito come voivoda da Michele Kacsics sempre in quello stesso anno. Un documento reale di Andrea II del 1221 narra che il dux Benedetto fu esiliato e ne venne confiscato ogni possedimento. Secondo l'interpretazione dello storico Mór Wertner, Benedetto partecipò a una cospirazione contro Andrea II nel 1209-1210 atta a deporre il re e a sostituirlo con uno dei figli del principe Géza, esiliato dall'impero bizantino. La congiura fallì quando gli emissari dei partecipanti, spediti allo scopo di discutere dei dettagli a Costantinopoli, furono intercettati a Spalato. La condanna all'esilio e la confisca risultarono le logiche conseguenze per le azioni compiute da Benedetto, che stando a un documento del 1221 dovette abbandonare l'Ungheria.
Sua moglie, Tota, rimase in Ungheria nonostante il suo esilio e la sua disgrazia, e continuò a vantare stretti legami con la famiglia reale, servendo con particolare fedeltà Iolanda di Courtenay, la seconda moglie di Andrea II dal 1215. Nel documento summenzionato (1221), Andrea II restituì a Tota le terre confiscate a Benedetto in segno di riconoscenza per i suoi servigi. Benedetto appariva ancora in vita quando il diploma fu rilasciato, ma non fece mai ritorno in Ungheria. Tota morì tra il 1221 e il 1230 e i due insediamenti che possedeva, Bajót e Nagymarton, fu ereditata da suo fratello Simone, il quale fu costretto a dimostrare la legittimità delle sue proprietà quando ebbe luogo una controversia legale a loro relativa nel 1230.